# ТЕС Болашак
47°14′51″ пн. ш. 52°27′57″ сх. д. / 47.24750° пн. ш. 52.46583° сх. д.
ТЕС Болашак — теплова електростанція на заході Казахстану. 
Електростанція входить до комплексу облаштування унікального нафтового родовища Кашаган та знаходиться на майданчику комплексу підготовки нафти та газу Болашак. Вона складається із шести газових турбін потужністю по 40,7 МВт (чотири стали до ладу в 2010-му та дві в 2012-му) і двох парових турбін потужністю по 35 МВт (введені в 2014-му). Пару виробляють три котла продуктивністю по 350 тон на годину. 
Як паливо використовують природний газ, який пройшов у комплексі Болашак очистку від сірководню (до запуску Кашагану перші турбіни споживали ресурс, що надійшов по трубопроводу Макат – Болашак).
Видача продукції відбувається під напругою 35 кВ, 10 кВ, 0,7 кВ та 0,4 кВ.